# .tm
.tm este un domeniu de internet de nivel superior, pentru Turkmenistan (ccTLD).